# إليزابيث أورتن جونز
إليزابيث أورتن جونز (بالإنجليزية: Elizabeth Orton Jones)‏ هي كاتبة للأطفال وكاتِبة ورسامة توضيحية أمريكية، ولدت في 25 يونيو 1910 في هايلاند بارك في الولايات المتحدة، وتوفيت في 10 مايو 2005.